# Fraisse-sur-Agout
Pour les articles homonymes, voir Fraisse (homonymie) et Agout (homonymie).
Fraisse-sur-Agout [fʁaj.sə syʁ a.gut] (en occitan Fraisse d'Agot ['fɾaj.se d‿a.'ɣut]), orthographiée localement Fraïsse-sur-Agoût, est une commune française située dans l'ouest du département de l'Hérault, en région Occitanie.
Exposée à un climat de montagne, elle est drainée par l'Arn, le ruisseau de Bureau, le ruisseau de Saillens, le ruisseau du Cros et par divers autres petits cours d'eau. Incluse dans le parc naturel régional du Haut-Languedoc, la commune possède un patrimoine naturel remarquable : un site Natura 2000 (la « vallée de l'Arn ») et sept zones naturelles d'intérêt écologique, faunistique et floristique.
Fraisse-sur-Agout est une commune rurale qui compte 337 habitants en 2022, après avoir connu un pic de population de 1 590 habitants en 1841.  Ses habitants sont appelés les Fraïssignols (los Fraissinhòls) et Fraïssignoles.
Le village a obtenu quatre fleurs au concours des villes et villages fleuris de France.

## Géographie

### Localisation
La commune est limitrophe du département du Tarn et située dans le parc naturel régional du Haut-Languedoc.

### Communes limitrophes
Les communes limitrophes sont  Cambon-et-Salvergues, La Salvetat-sur-Agout, Murat-sur-Vèbre, Nages, Prémian, Riols, Saint-Julien, Saint-Vincent-d'Olargues et Saint-Étienne-d'Albagnan.
| Nages (Tarn)          | Murat-sur-Vèbre (Tarn) | Cambon-et-Salvergues                               |
| La Salvetat-sur-Agout | Fraisse-sur-Agout      | Saint-Julien                                       |
| Riols                 | Prémian                | Saint-Vincent-d'Olargues, Saint-Étienne-d'Albagnan |

### Lieux-dits et écarts
masatges en occitan.
- Adrech (l') ;
- Baïssescure ;
- Baissière (la) ;
- Bec ;
- Baudière ;
- Belaman ;
- Bessière ;
- Bouayrat ;
- Boulot (le) ;
- Cairoux le Haut ;
- Cambaïssy ;
- Campautier ;
- Cansalés (Campsalés) ;
- Capsan (le) ;
- Combacelieu ;
- Combe Basse ;
- Costeguilhem ;
- Estrepas ;
- Fau (le) ;
- Flacheraud ;
- Forest (la) ;
- Gatimort ;
- Gauget ;
- Grualgue (la) ;
- Hers (les) ;
- Landure ;
- Lauzier (le) ;
- Lignières Basses ;
- Lignières Hautes ;
- Maldinié ;
- Malescalié ;
- Marios (les) ;
- Métairie Basse (la) ;
- Métairie Neuve (la) ;
- Montaudarié (la) ;
- Moulinas (le) ;
- Mouline Basse (la) ;
- Navinals (les) ;
- Peyroutou ;
- Picarel ;
- Pinchinière (la) ;
- Pioch (le) ;
- Pradas(le)
- Pradelasses (les) ;
- Prat Alaric ;
- Prat Nau ;
- Raussié (la) ;
- Rescol ;
- Rivieyrals ;
- Roque (la) ;
- Sagne (la) ;
- Signoles(les)
- Usclatx ;
- Vergnelongue.
- Vergne redonde

### Relief et géologie
La commune est située sur la montagne du Somail.

### Hydrographie
Elle est arrosée par l'Agout.

### Climat
Pour des articles plus généraux, voir Climat de l'Occitanie et Climat de l'Hérault.
En 2010, le climat de la commune est de type climat des marges montargnardes, selon une étude s'appuyant sur une série de données couvrant la période 1971-2000. En 2020, Météo-France publie une typologie des climats de la France métropolitaine dans laquelle la commune est exposée à un climat méditerranéen et est dans la région climatique  Provence, Languedoc-Roussillon, caractérisée par une pluviométrie faible en été, un très bon ensoleillement (2 600 h/an), un été chaud (21,5 °C), un air très sec en été, sec en toutes saisons, des vents forts (fréquence de 40 à 50 % de vents > 5 m/s) et peu de brouillards.
Pour la période 1971-2000, la température annuelle moyenne est de 9,4 °C, avec une amplitude thermique annuelle de 14,8 °C. Le cumul annuel moyen de précipitations est de 1 537 mm, avec 13 jours de précipitations en janvier et 5,4 jours en juillet. Pour la période 1991-2020, la température moyenne annuelle observée sur la station météorologique la plus proche, située sur la commune de Cambon-et-Salvergues à 5 km à vol d'oiseau, est de 9,7 °C et le cumul annuel moyen de précipitations est de 1 580,8 mm,. Pour l'avenir, les paramètres climatiques de la commune estimés pour 2050 selon différents scénarios d'émission de gaz à effet de serre sont consultables sur un site dédié publié par Météo-France en novembre 2022.

### Milieux naturels et biodiversité

#### Espaces protégés
La protection réglementaire est le mode d’intervention le plus fort pour préserver des espaces naturels remarquables et leur biodiversité associée,.
Un  espace protégé est présent sur la commune : 
le parc naturel régional du Haut-Languedoc, créé en 1973 et d'une superficie de 307 184 ha, qui s'étend sur 118 communes et deux départements. Implanté de part et d’autre de la ligne de partage des eaux entre Océan Atlantique et mer Méditerranée, ce territoire est un véritable balcon dominant les plaines viticoles du Languedoc et les étendues céréalières du Lauragais,.

#### Réseau Natura 2000

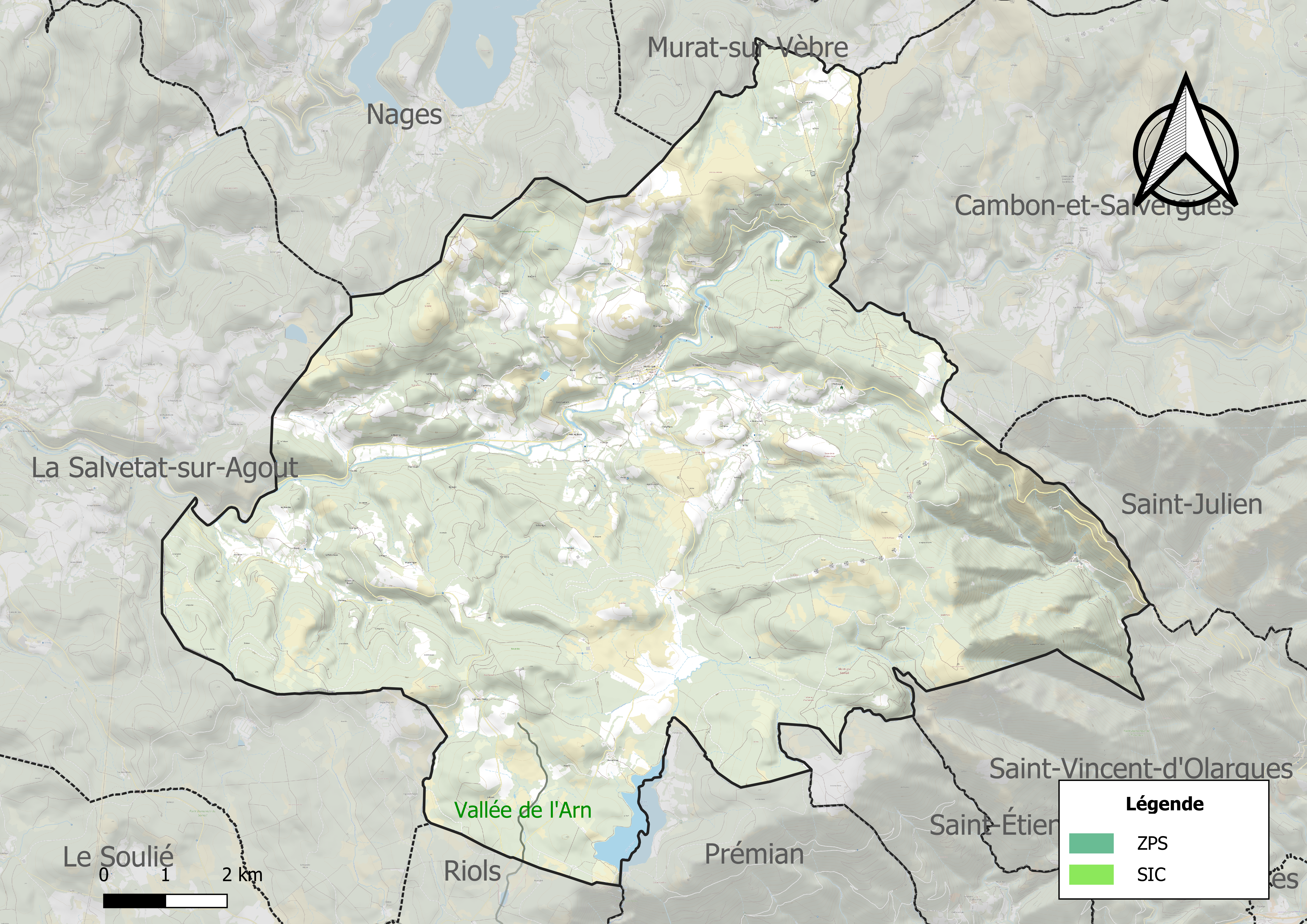
Site Natura 2000 sur le territoire communal.

Le réseau Natura 2000 est un réseau écologique européen de sites naturels d'intérêt écologique élaboré à partir des directives habitats et oiseaux, constitué de zones spéciales de conservation (ZSC) et de zones de protection spéciale (ZPS).
Un site Natura 2000 a été défini sur la commune au titre de la directive habitats : la « vallée de l'Arn », d'une superficie de 1 456 ha, dont le site est réduit au lit mineur du cours d'eau, concerne trois espèces aquatiques : Loutre, Moule perlière et Écrevisse à pattes blanches.

#### Zones naturelles d'intérêt écologique, faunistique et floristique
L’inventaire des zones naturelles d'intérêt écologique, faunistique et floristique (ZNIEFF) a pour objectif de réaliser une couverture des zones les plus intéressantes sur le plan écologique, essentiellement dans la perspective d’améliorer la connaissance du patrimoine naturel national et de fournir aux différents décideurs un outil d’aide à la prise en compte de l’environnement dans l’aménagement du territoire.
Quatre ZNIEFF de type 1 sont recensées sur la commune :
- le « lac du Saut de Vézoles » (89 ha), couvrant 3 communes du département[20] ;
- la « tourbière de Gatimort » (85 ha)[21] ;
- la « tourbière de la Moutouse » (19 ha), couvrant 2 communes du département[22] ;
- la « vallée de l'Arn (et tourbière de Baïssescure et du Bourdelet) » (461 ha), couvrant 5 communes dont quatre dans l'Hérault et une dans le Tarn[23] ;

et trois ZNIEFF de type 2, : 
- les « bois, landes, pelouses et zones humides des environs du lac du Laouzas » (7 053 ha), couvrant 5 communes dont deux dans l'Hérault et trois dans le Tarn[24] ;
- le « massif de l'Espinouse » (20 035 ha), couvrant 19 communes du département[25] ;
- le « massif du Somail » (23 004 ha), couvrant 11 communes dont dix dans l'Hérault et une dans le Tarn[26].

Carte des ZNIEFF de type 1 et 2 à Fraisse-sur-Agout.
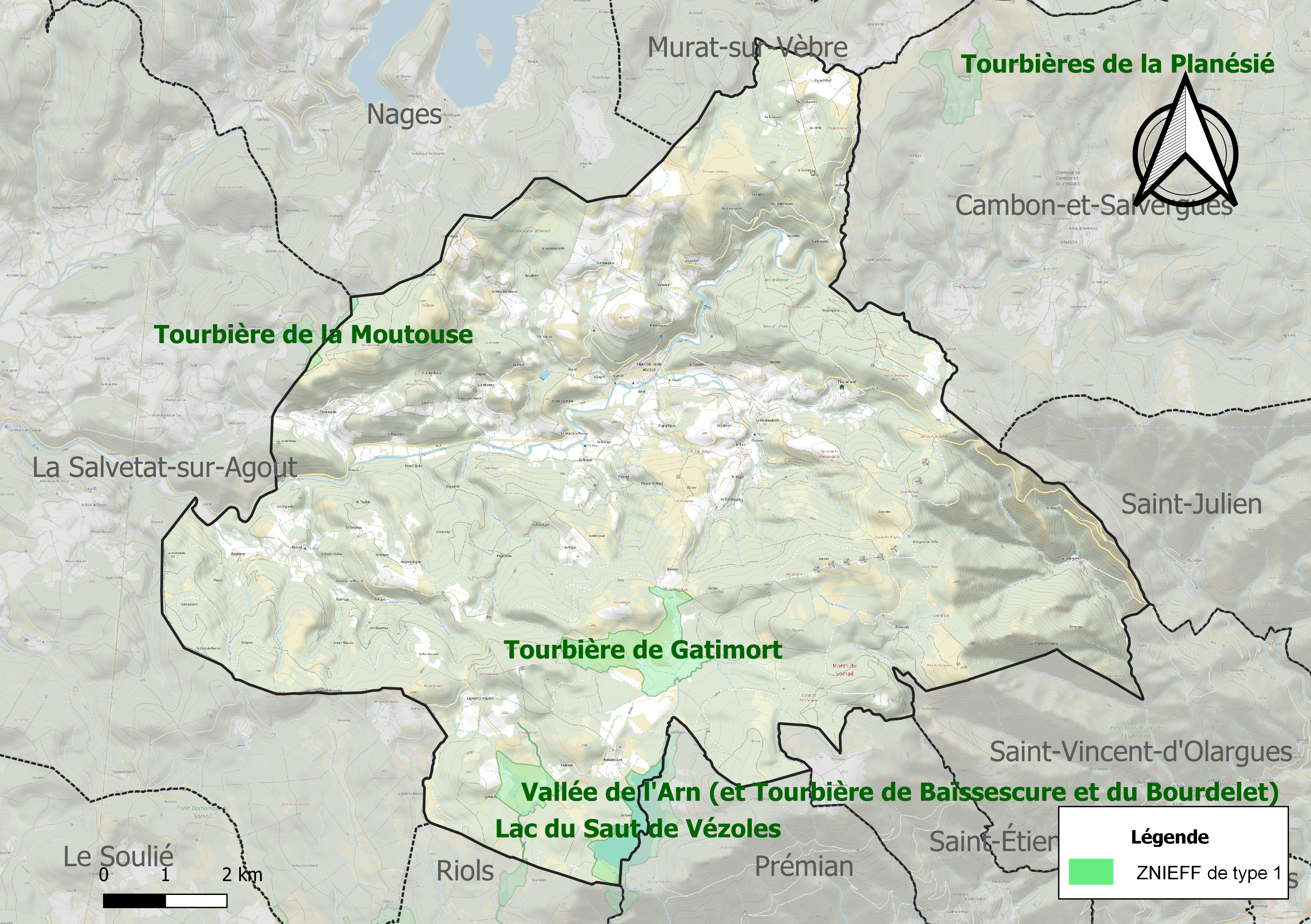
Carte des ZNIEFF de type 1 sur la commune.
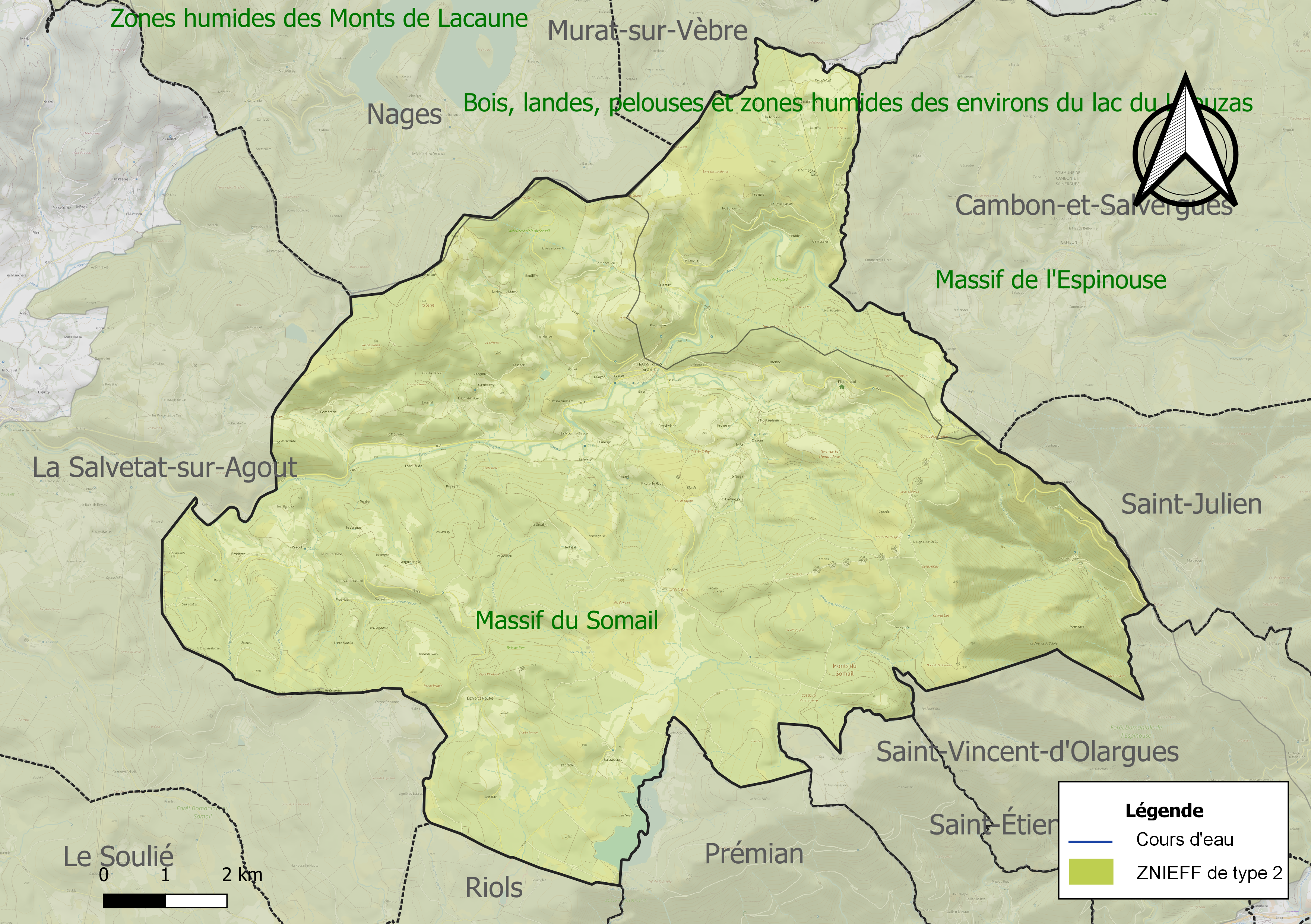
Carte des ZNIEFF de type 2 sur la commune.

## Urbanisme

### Typologie
Au 1er janvier 2024, Fraisse-sur-Agout est catégorisée commune rurale à habitat très dispersé, selon la nouvelle grille communale de densité à sept niveaux définie par l'Insee en 2022.
Elle est située hors unité urbaine et hors attraction des villes,.

### Occupation des sols
L'occupation des sols de la commune, telle qu'elle ressort de la base de données européenne d’occupation biophysique des sols Corine Land Cover (CLC), est marquée par l'importance des forêts et milieux semi-naturels (86,7 % en 2018), une proportion sensiblement équivalente à celle de 1990 (87 %). La répartition détaillée en 2018 est la suivante : 
forêts (64,7 %), milieux à végétation arbustive et/ou herbacée (20,8 %), prairies (10,2 %), zones agricoles hétérogènes (2,6 %), espaces ouverts, sans ou avec peu de végétation (1,2 %), eaux continentales (0,5 %). L'évolution de l’occupation des sols de la commune et de ses infrastructures peut être observée sur les différentes représentations cartographiques du territoire : la carte de Cassini (XVIIIe siècle), la carte d'état-major (1820-1866) et les cartes ou photos aériennes de l'IGN pour la période actuelle (1950 à aujourd'hui).

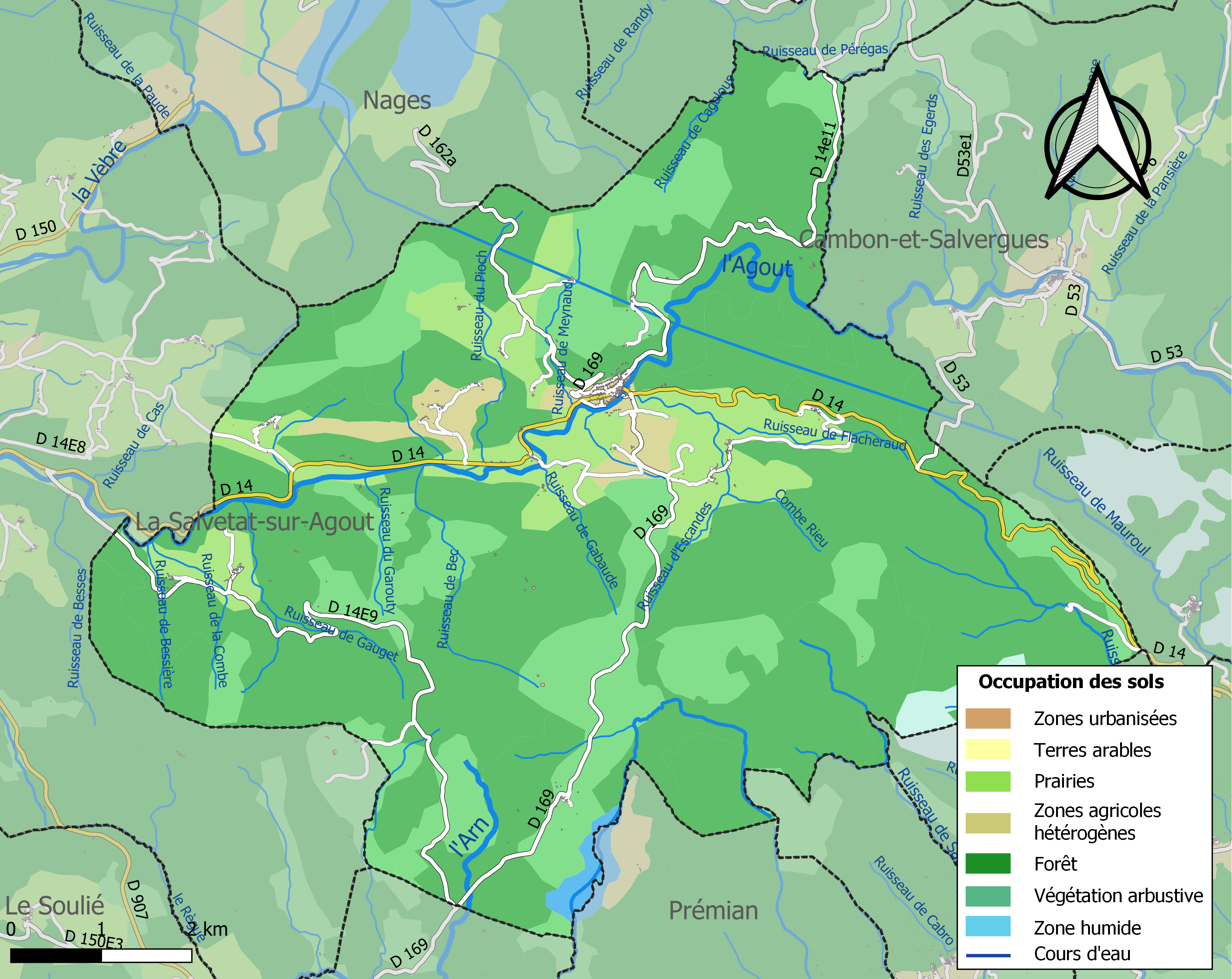
Carte des infrastructures et de l'occupation des sols de la commune en 2018 (CLC).

### Risques majeurs
Le territoire de la commune de Fraisse-sur-Agout est vulnérable à différents aléas naturels : météorologiques (tempête, orage, neige, grand froid, canicule ou sécheresse), inondations et séisme (sismicité très faible). Il est également exposé à un risque particulier : le risque de radon. Un site publié par le BRGM permet d'évaluer simplement et rapidement les risques d'un bien localisé soit par son adresse soit par le numéro de sa parcelle.

#### Risques naturels
Certaines parties du territoire communal sont susceptibles d’être affectées par le risque d’inondation par débordement de cours d'eau, notamment l'Agout, l'Arn et le ruisseau de Bureau. La commune a été reconnue en état de catastrophe naturelle au titre des dommages causés par les inondations et coulées de boue survenues en 1982, 1987, 1995, 1997, 1999, 2011, 2014 et 2017,.
Fraisse-sur-Agout est exposée au risque de feu de forêt du fait de la présence sur son territoire. Un plan départemental de protection des forêts contre les incendies (PDPFCI) a été approuvé en juin 2013 et court jusqu'en 2022, où il doit être renouvelé. Les mesures individuelles de prévention contre les incendies sont précisées par deux arrêtés préfectoraux et s’appliquent dans les zones exposées aux incendies de forêt et à moins de 200 mètres de celles-ci. L’arrêté du 25 avril 2002 réglemente l'emploi du feu en interdisant notamment d’apporter du feu, de fumer et de jeter des mégots de cigarette dans les espaces sensibles et sur les voies qui les traversent sous peine de sanctions. L'arrêté du 11 mars 2013 rend le débroussaillement obligatoire, incombant au propriétaire ou ayant droit,.

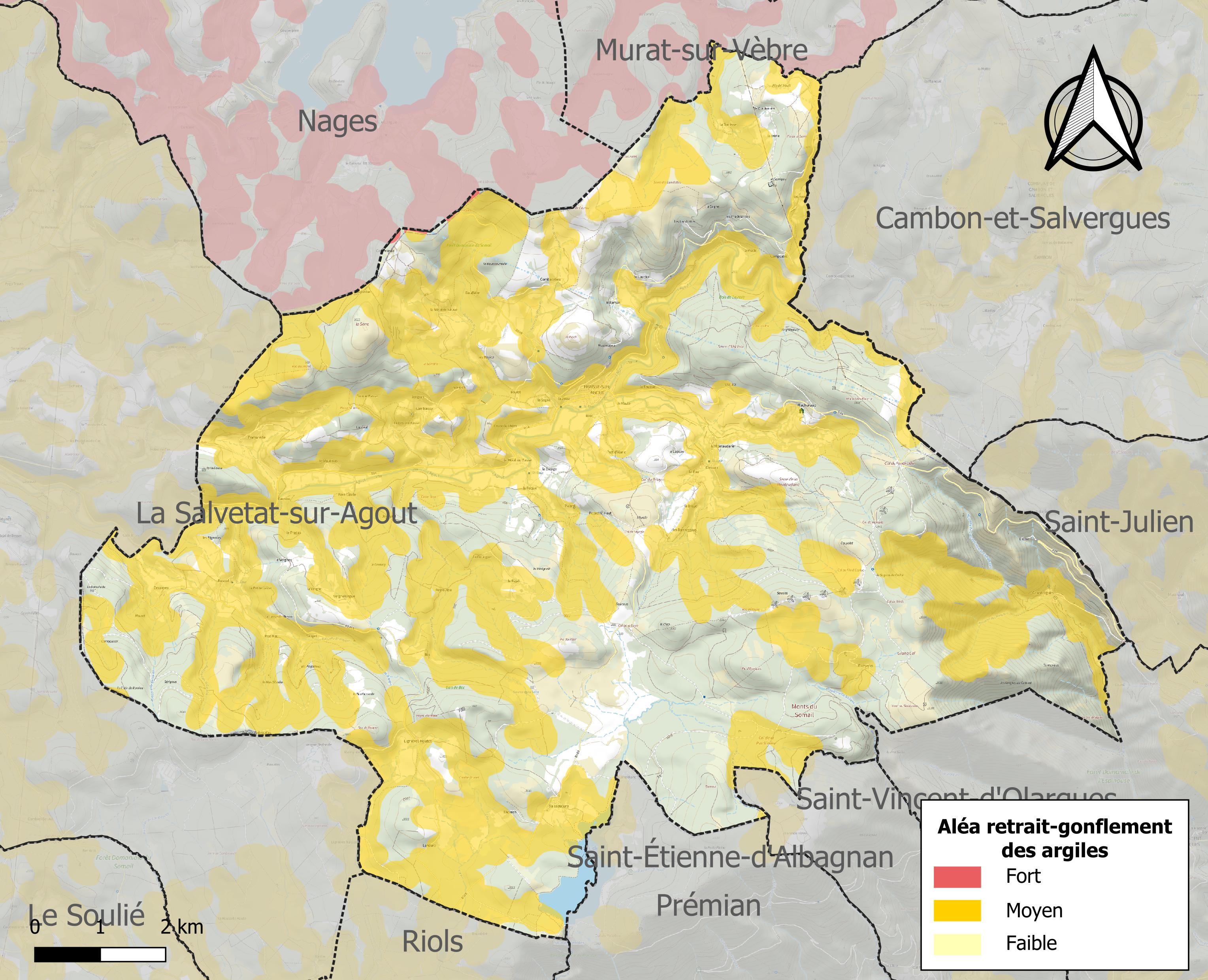
Carte des zones d'aléa retrait-gonflement des sols argileux de Fraisse-sur-Agout.

Le retrait-gonflement des sols argileux est susceptible d'engendrer des dommages importants aux bâtiments en cas d’alternance de périodes de sécheresse et de pluie. 49,5 % de la superficie communale est en aléa moyen ou fort (59,3 % au niveau départemental et 48,5 % au niveau national). Sur les 372 bâtiments dénombrés sur la commune en 2019, 332 sont en aléa moyen ou fort, soit 89 %, à comparer aux 85 % au niveau départemental et 54 % au niveau national. Une cartographie de l'exposition du territoire national au retrait gonflement des sols argileux est disponible sur le site du BRGM,.
Par ailleurs, afin de mieux appréhender le risque d’affaissement de terrain, l'inventaire national des cavités souterraines permet de localiser celles situées sur la commune.

#### Risque particulier
Dans plusieurs parties du territoire national, le radon, accumulé dans certains logements ou autres locaux, peut constituer une source significative d’exposition de la population aux rayonnements ionisants. Certaines communes du département sont concernées par le risque radon à un niveau plus ou moins élevé. Selon la classification de 2018, la commune de Fraisse-sur-Agout est classée en zone 3, à savoir zone à potentiel radon significatif.

## Toponymie
La commune a été connue sous les variantes : ecclesiam S. Joannis de Frayssa (940), ecclesiam S. Joannis de Fracxis (vers 1182), Fraxino (1308), etc.
Le nom de la commune provient du mot occitan « fraisse » désignant le frêne.
Le 24 décembre 1894, Fraisse prend le nom de Fraisse-sur-Agout.
L'orthographe historique et officielle de la commune est « Fraisse », conformément à l'écriture de l'occitan. On trouve cependant très souvent l'écriture « Fraïsse » qui permet de rappeler la prononciation exacte du nom si on suit les règles de la phonétique du français.

## Histoire
Fraisse faisait partie du diocèse de Saint-Pons-de-Thomières. La paroisse est placée sous le patronage de saint Jean-Baptiste. La paroisse de Saint-Pierre-et-Saint-Paul à Cambon-et-Salvergues était une annexe de la paroisse de Saint-Jean-Baptiste.

## Héraldique
| Blason de Fraisse-sur-Agout | Blason  | D'azur au frêne d'argent surmonté de trois fleurs de lys d'or, à la bordure cousue de gueules. |
| Blason de Fraisse-sur-Agout | Détails | Le statut officiel du blason reste à déterminer.                                               |

## Politique et administration

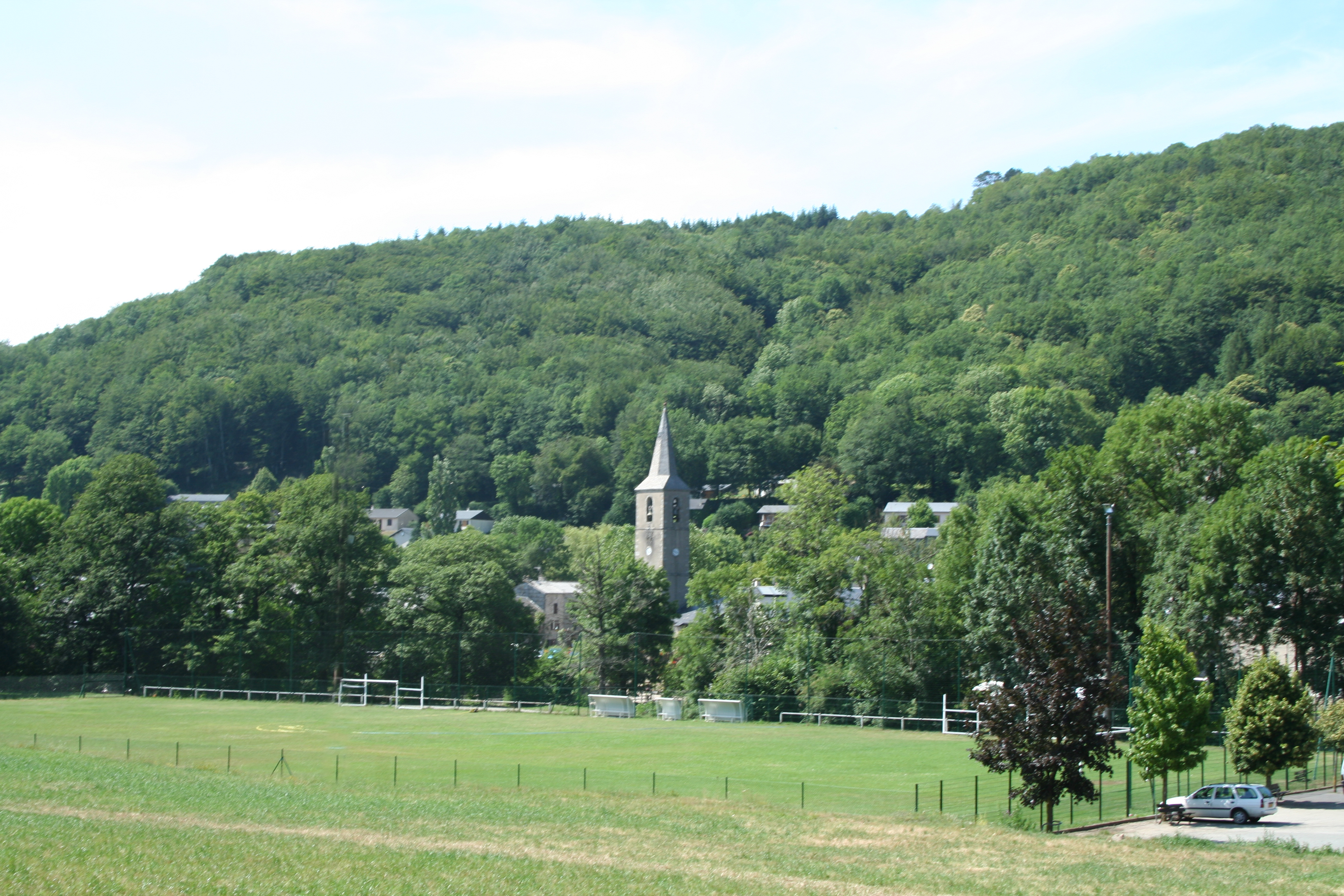
Vue générale de Fraisse-sur-Agout.

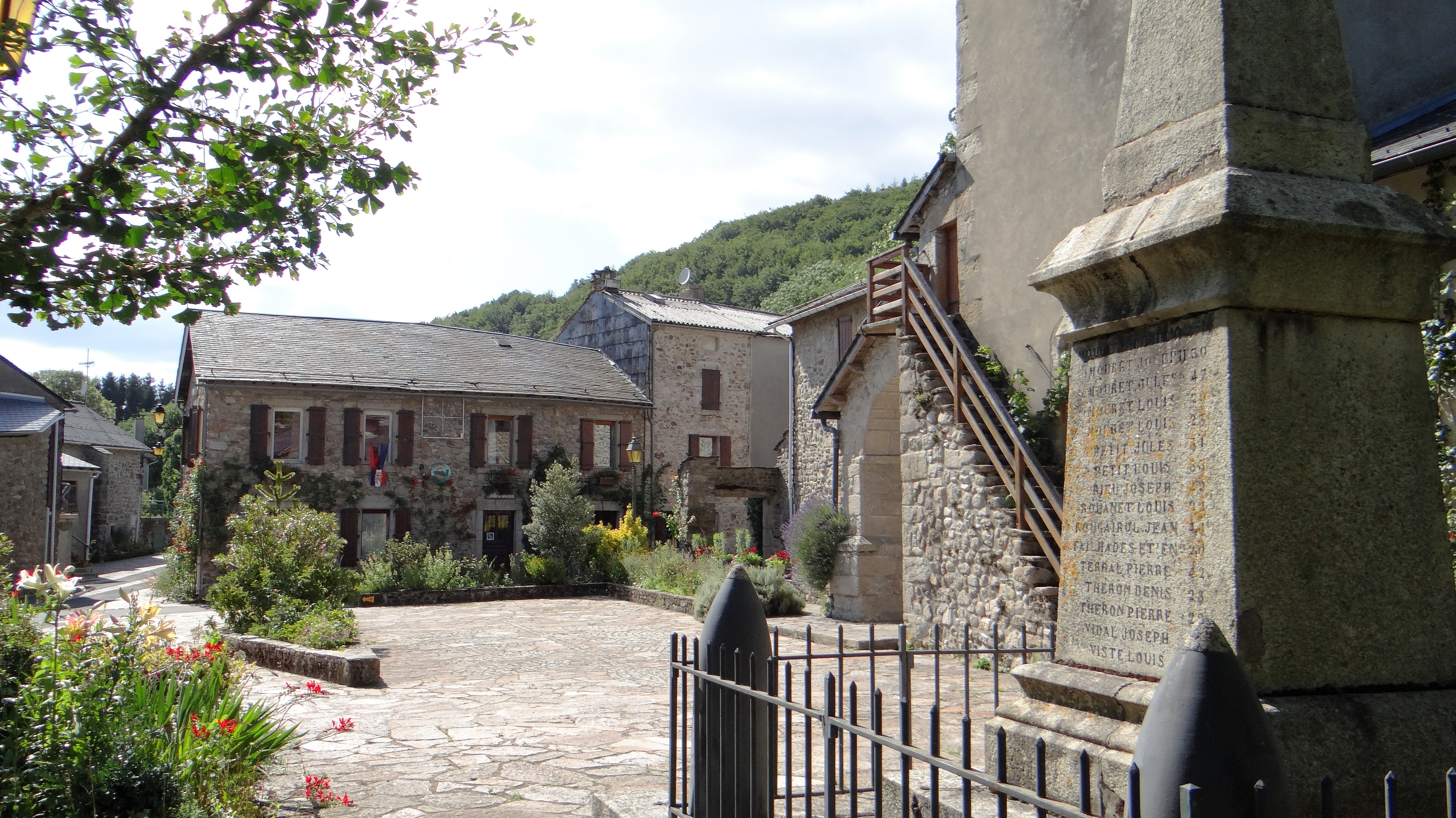
Le monument aux morts, l'entrée de l'église et la mairie.

### Liste des maires
| Période         | Période                   | Identité           | Étiquette | Qualité |
| --------------- | ------------------------- | ------------------ | --------- | --- |
| 1947            | 22 janvier 1953           | Albert Privat      |           | |
| 22 février 1953 | 1953                      | Louis Alazet       |           | |
| 1953            | novembre 1965 (démission) | Roger Rolet        | SFIO      | Ingénieur des services agricoles de l’Hérault, directeur des études de l’école nationale d’agronomie de Montpellier |
| 1965            | mars 1995                 | Paul Bacou         | PS        | |
| mars 1995       | mars 2014                 | Marguerite Mathieu | DVG       | Présidente de la communauté de communes de 2008 à 2014                                                              |
| mars 2014       | mai 2020                  | André Bacou        | REG       | Retraité de l'enseignement                                                                                          |
| mai 2020        | En cours                  | Jim Ronez          |           | Exploitant agricole                                                                                                 |

### Politique de développement durable
La commune a engagé une politique de développement durable en lançant une démarche d'Agenda 21 en 2007.

## Démographie
L'évolution du nombre d'habitants est connue à travers les recensements de la population effectués dans la commune depuis 1793. Pour les communes de moins de 10 000 habitants, une enquête de recensement portant sur toute la population est réalisée tous les cinq ans, les populations de référence des années intermédiaires étant quant à elles estimées par interpolation ou extrapolation. Pour la commune, le premier recensement exhaustif entrant dans le cadre du nouveau dispositif a été réalisé en 2004.

En 2022, la commune comptait 337 habitants, en évolution de −0,3 % par rapport à 2016 (Hérault : +7,49 %, France hors Mayotte : +2,11 %).
| 1793 | 1800  | 1806  | 1821  | 1831  | 1836  | 1841  | 1846  | 1851  |
| ---- | ----- | ----- | ----- | ----- | ----- | ----- | ----- | ----- |
| 932  | 1 090 | 1 322 | 1 268 | 1 410 | 1 447 | 1 590 | 1 588 | 1 505 |

| 1856  | 1861  | 1866  | 1872  | 1876  | 1881  | 1886  | 1891  | 1896 |
| ----- | ----- | ----- | ----- | ----- | ----- | ----- | ----- | ---- |
| 1 410 | 1 399 | 1 385 | 1 333 | 1 283 | 1 211 | 1 179 | 1 045 | 984  |

| 1901 | 1906 | 1911 | 1921 | 1926 | 1931 | 1936 | 1946 | 1954 |
| ---- | ---- | ---- | ---- | ---- | ---- | ---- | ---- | ---- |
| 912  | 881  | 823  | 662  | 622  | 558  | 538  | 428  | 349  |

| 1962 | 1968 | 1975 | 1982 | 1990 | 1999 | 2004 | 2006 | 2009 |
| ---- | ---- | ---- | ---- | ---- | ---- | ---- | ---- | ---- |
| 356  | 294  | 270  | 266  | 249  | 322  | 357  | 363  | 346  |

| 2014 | 2019 | 2022 | - | - | - | - | - | - |
| ---- | ---- | ---- | - | - | - | - | - | - |
| 340  | 343  | 337  | - | - | - | - | - | - |

## Économie

### Revenus
En 2018, la commune compte 139 ménages fiscaux, regroupant 284 personnes. La médiane du revenu disponible par unité de consommation est de 15 800 € (20 330 € dans le département).

### Emploi
|                | 2008   | 2013   | 2018   |
| -------------- | ------ | ------ | ------ |
| Commune        | 6 %    | 13,3 % | 10,8 % |
| Département    | 10,1 % | 11,9 % | 12 %   |
| France entière | 8,3 %  | 10 %   | 10 %   |

En 2018, la population âgée de 15 à 64 ans s'élève à 185 personnes, parmi lesquelles on compte 74,2 % d'actifs (63,4 % ayant un emploi et 10,8 % de chômeurs) et 25,8 % d'inactifs,. En  2018, le taux de chômage communal (au sens du recensement) des 15-64 ans est inférieur à celui du département, mais supérieur à celui de la France, alors qu'en 2008 il était inférieur à celui de la France.
La commune est hors attraction des villes,. Elle compte 72 emplois en 2018, contre 82 en 2013 et 84 en 2008. Le nombre d'actifs ayant un emploi résidant dans la commune est de 122, soit un indicateur de concentration d'emploi de 58,5 % et un taux d'activité parmi les 15 ans ou plus de 48,3 %.
Sur ces 122 actifs de 15 ans ou plus ayant un emploi, 67 travaillent dans la commune, soit 55 % des habitants. Pour se rendre au travail, 73,2 % des habitants utilisent un véhicule personnel ou de fonction à quatre roues, 13,8 % s'y rendent en deux-roues, à vélo ou à pied et 13 % n'ont pas besoin de transport (travail au domicile).

### Activités hors agriculture

#### Secteurs d'activités
22 établissements sont implantés  à Fraisse-sur-Agout au 31 décembre 2019.
Le secteur du commerce de gros et de détail, des transports, de l'hébergement et de la restauration est prépondérant sur la commune puisqu'il représente 31,8 % du nombre total d'établissements de la commune (7 sur les 22 entreprises implantées  à Fraisse-sur-Agout), contre 28 % au niveau départemental.

#### Entreprises et commerces
Fraisse possède encore quelques fermes. Surtout élevage en extensif. Vente directe de viande biologique (bœuf, veau). Les forêts sont exploitées pour leur bois.
La commune est devenue un lieu de détente, et de promenades pour les citadins. L'Agout attire les pêcheurs à la ligne.

### Agriculture
La commune est dans les « Plateaux du Sommail et de l'Espinouze », une petite région agricole occupant une frange nord-ouest du département de l'Hérault. En 2020, l'orientation technico-économique de l'agriculture  sur la commune est l'élevage d'équidés et/ou d' autres herbivores.
|               | 1988  | 2000  | 2010  | 2020  |
| ------------- | ----- | ----- | ----- | ----- |
| Exploitations | 53    | 24    | 27    | 20    |
| SAU (ha)      | 1 351 | 1 478 | 2 070 | 1 453 |

Le nombre d'exploitations agricoles en activité et ayant leur siège dans la commune est passé de 53 lors du recensement agricole de 1988  à 24 en 2000 puis à 27 en 2010 et enfin à 20 en 2020, soit une baisse de 62 % en 32 ans. Le même mouvement est observé à l'échelle du département qui a perdu pendant cette période 67 % de ses exploitations,. La surface agricole utilisée sur la commune a quant à elle augmenté, passant de 1351 ha en 1988 à 1453 ha en 2020. Parallèlement la surface agricole utilisée moyenne par exploitation a augmenté, passant de 25 à 73 ha.

## Culture locale et patrimoine

### Lieux et monuments
- Menhir de Picarel ;
- Menhir du Col de la Bole, gravé d'une crosse d'évêque ;
- Nombreuses statues-menhirs (Cambaissy, col de la Frajure, Fontanelles, Naujac, Pomarède).

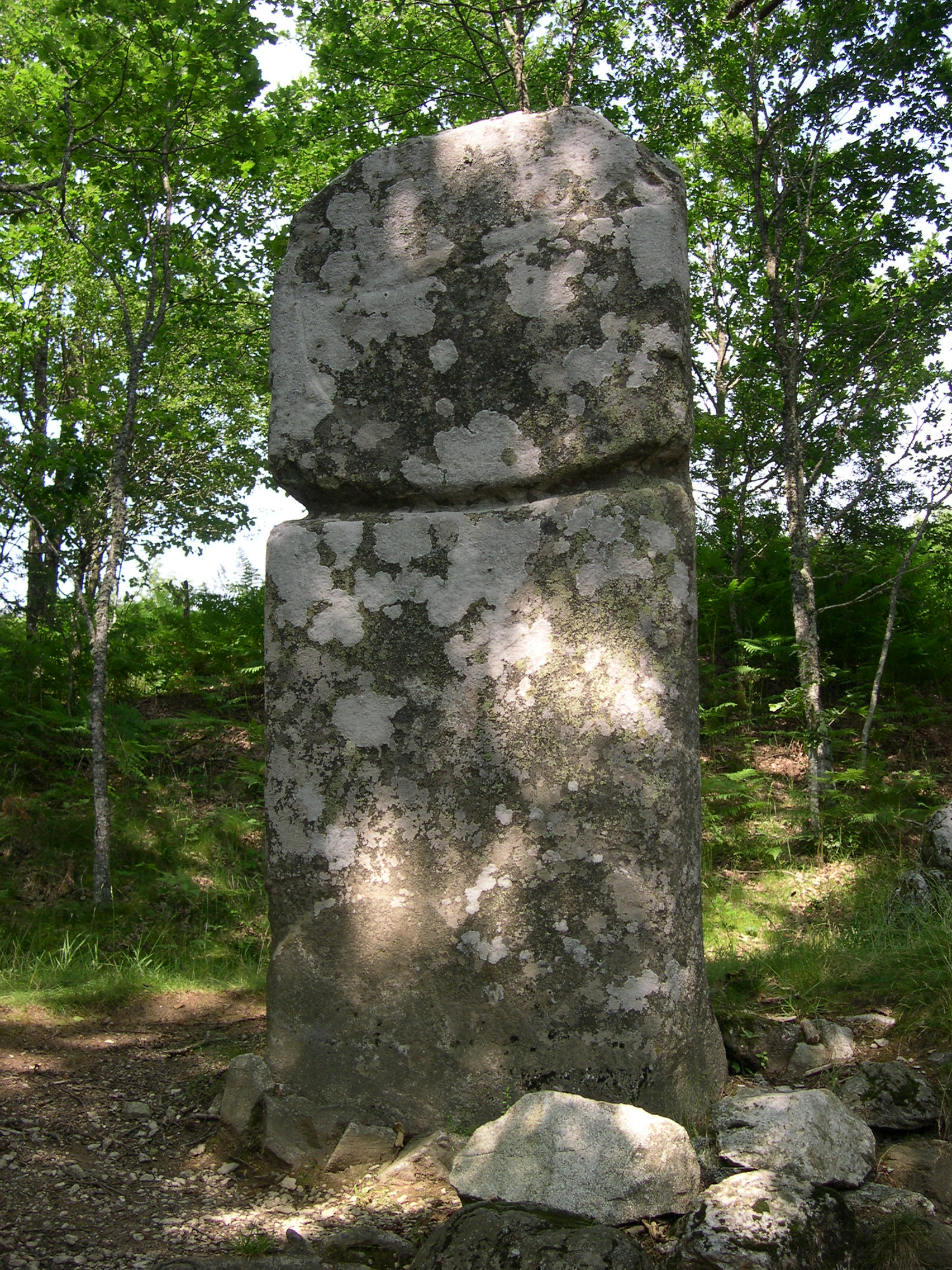
Menhir de Picarel.
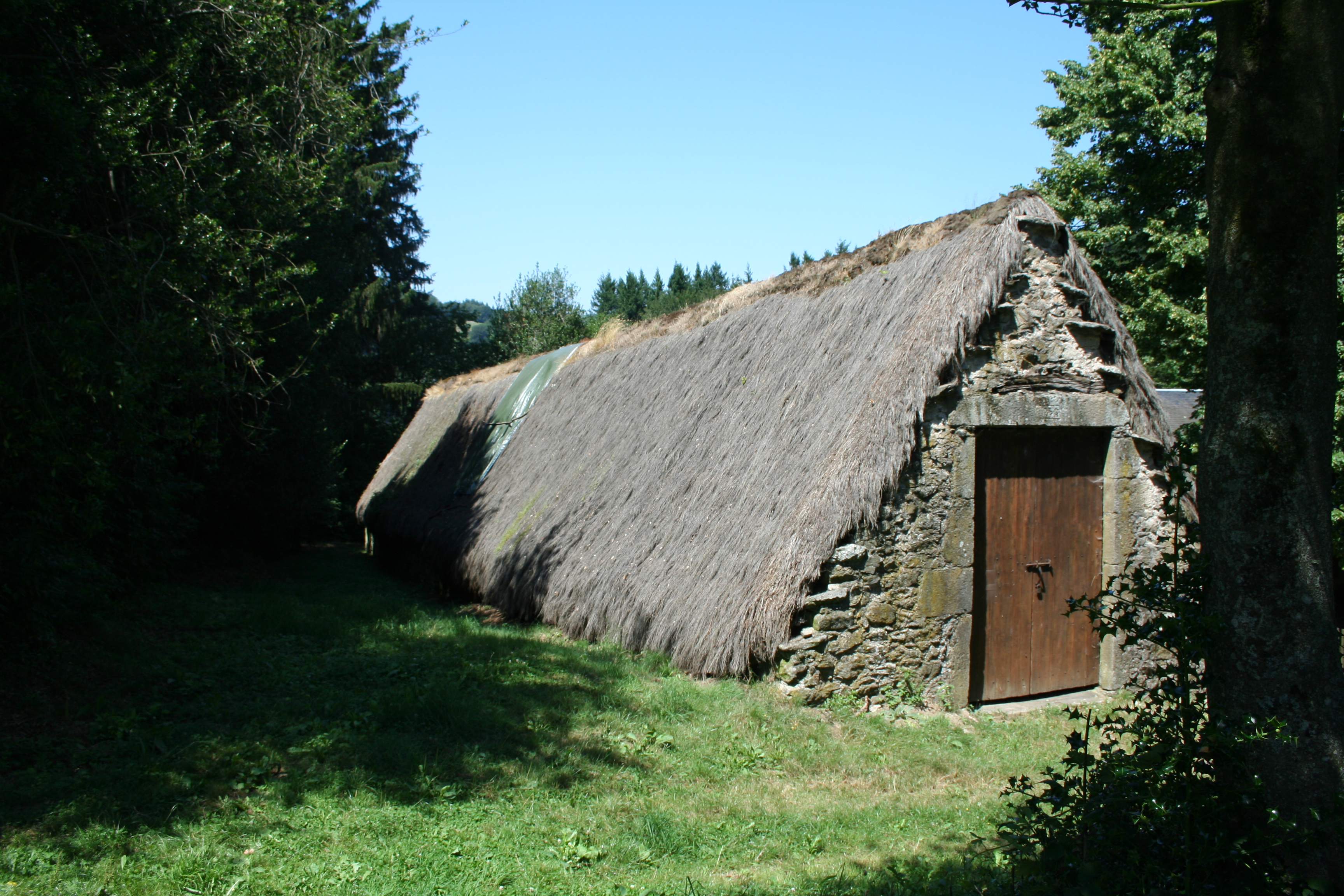
Fraisse-sur-Agout Prat Alaric
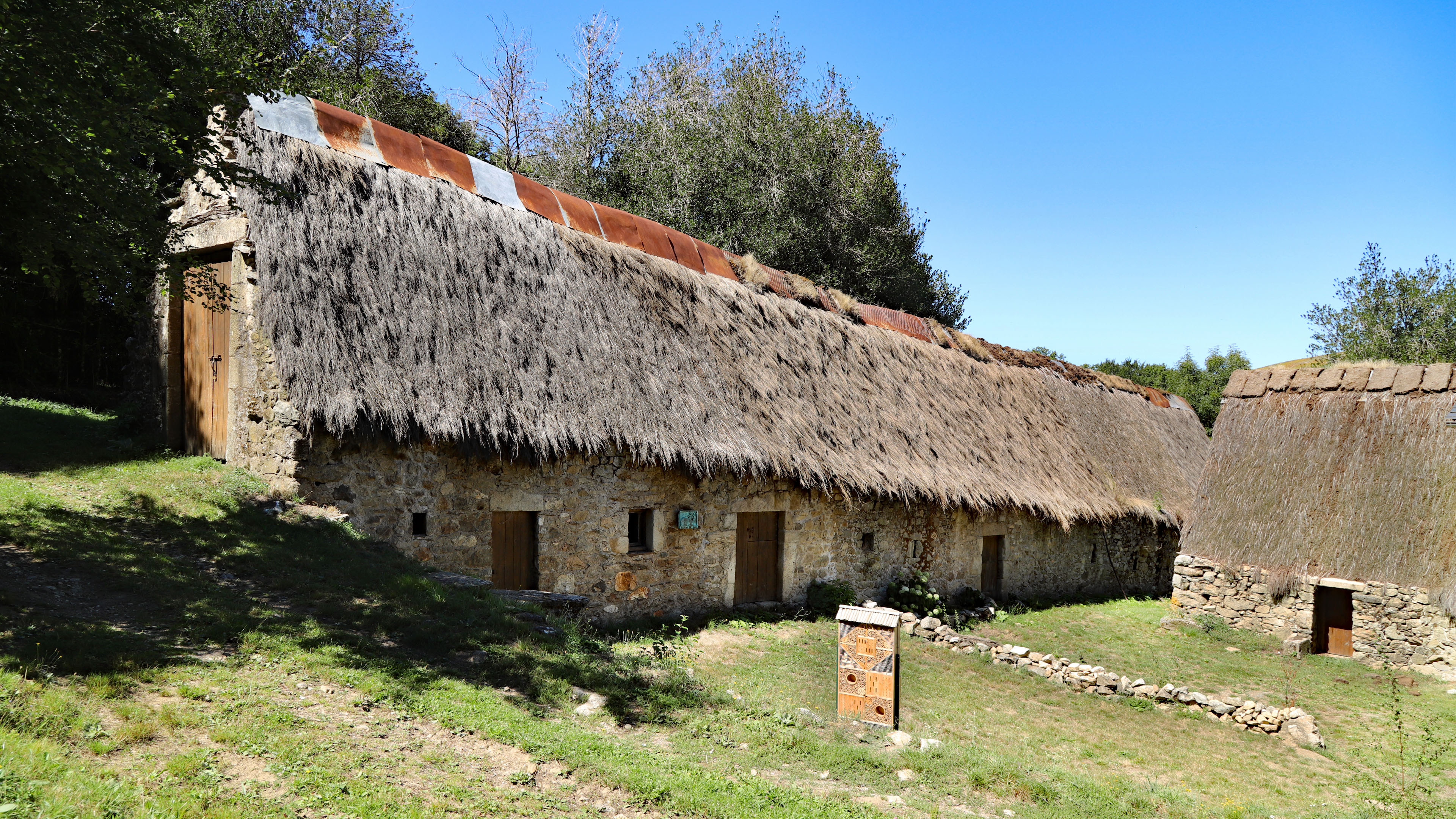
Prat d'Alaric en 2019
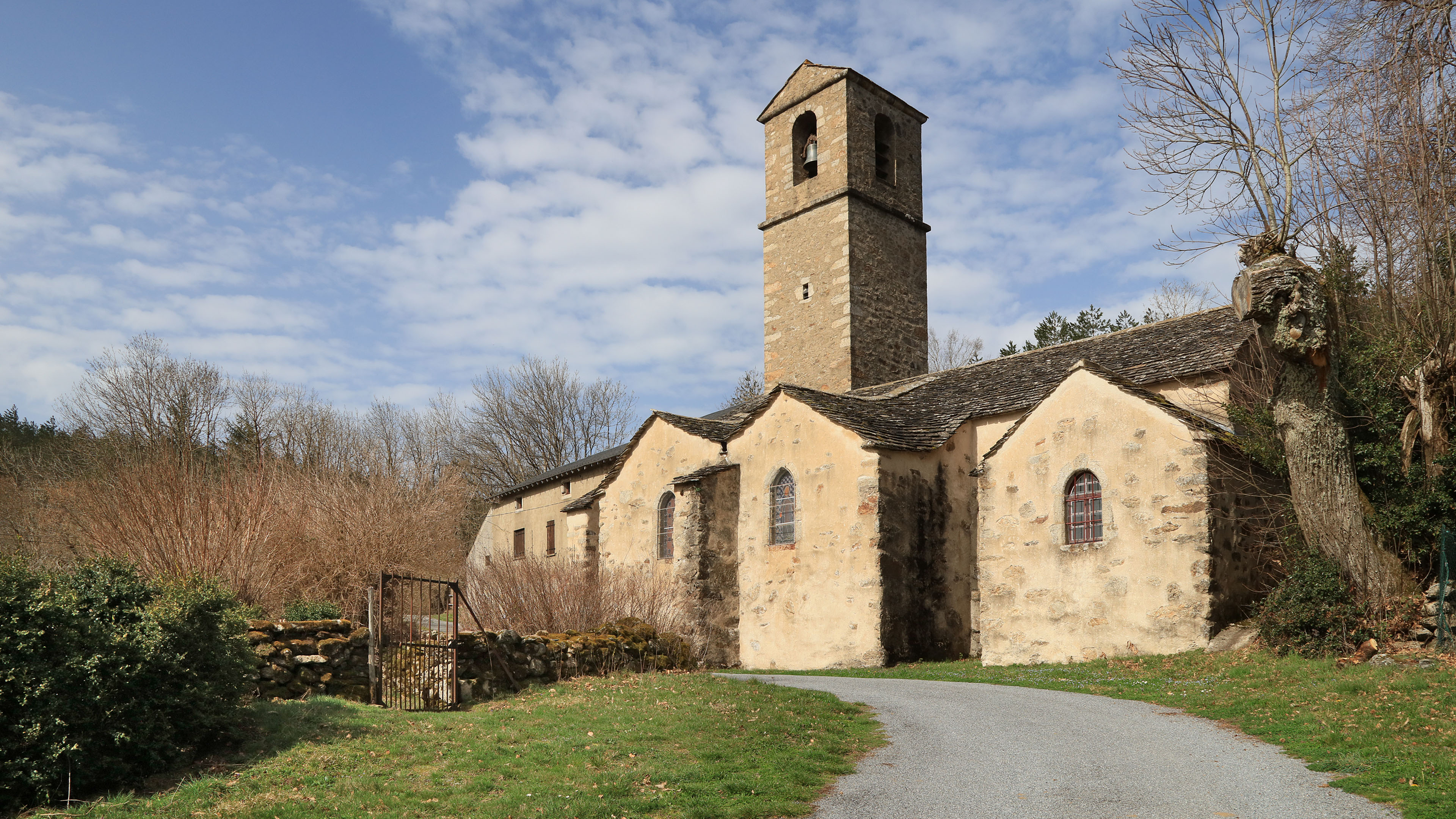
Eglise de Baïssescure.
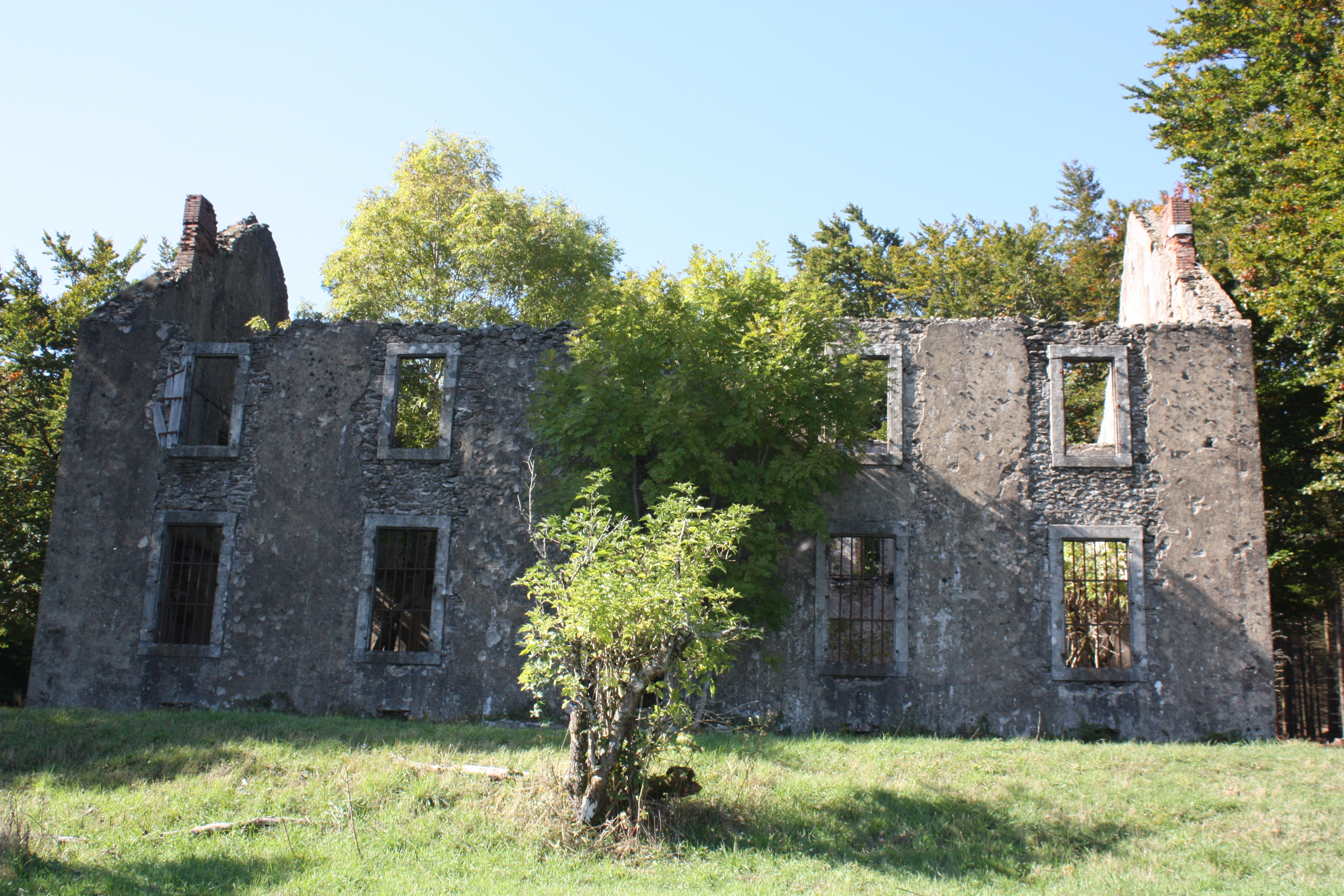
Château de Les Sierres (ruines)
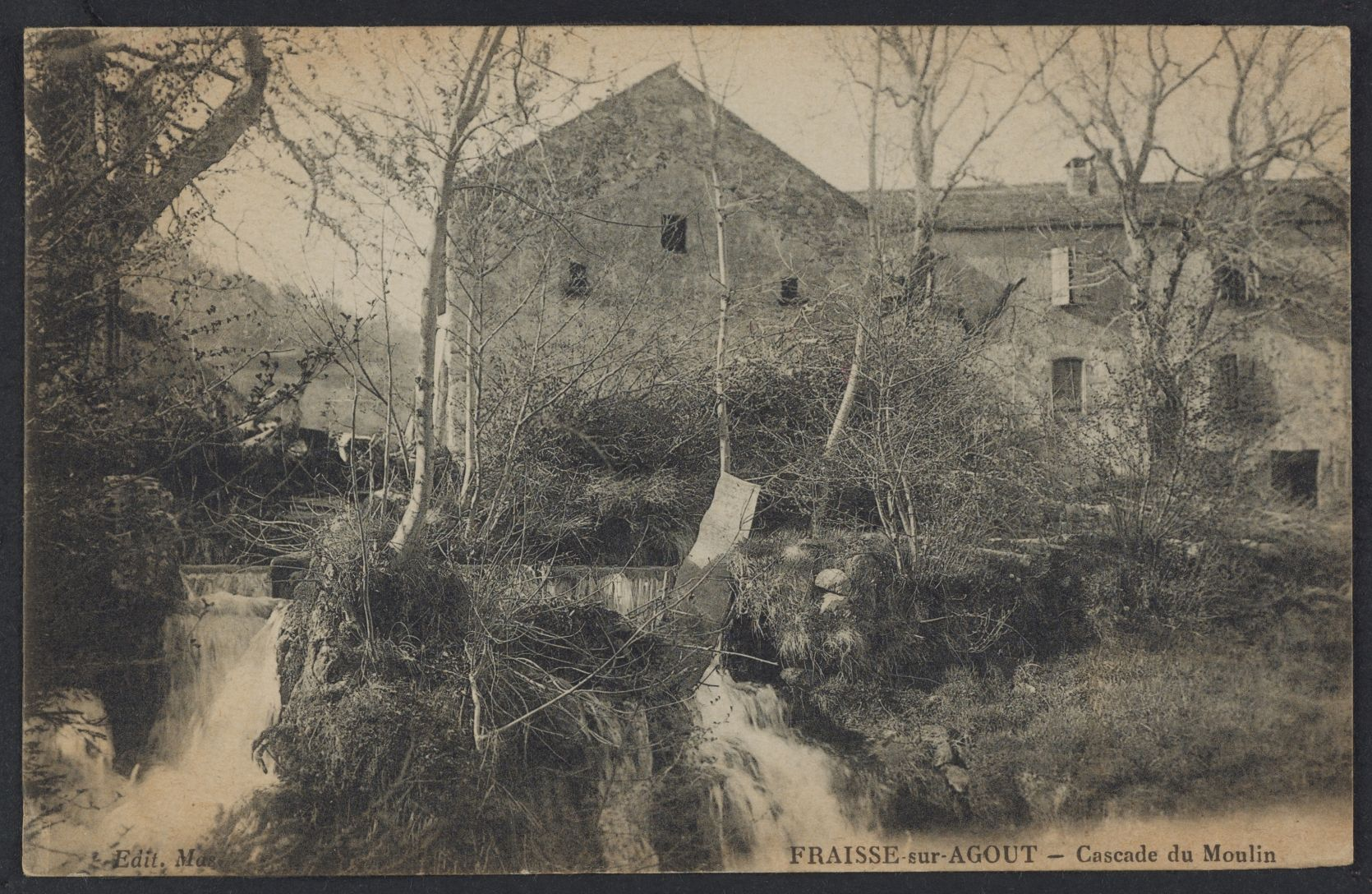
Carte postale de la cascade du moulin (1922)
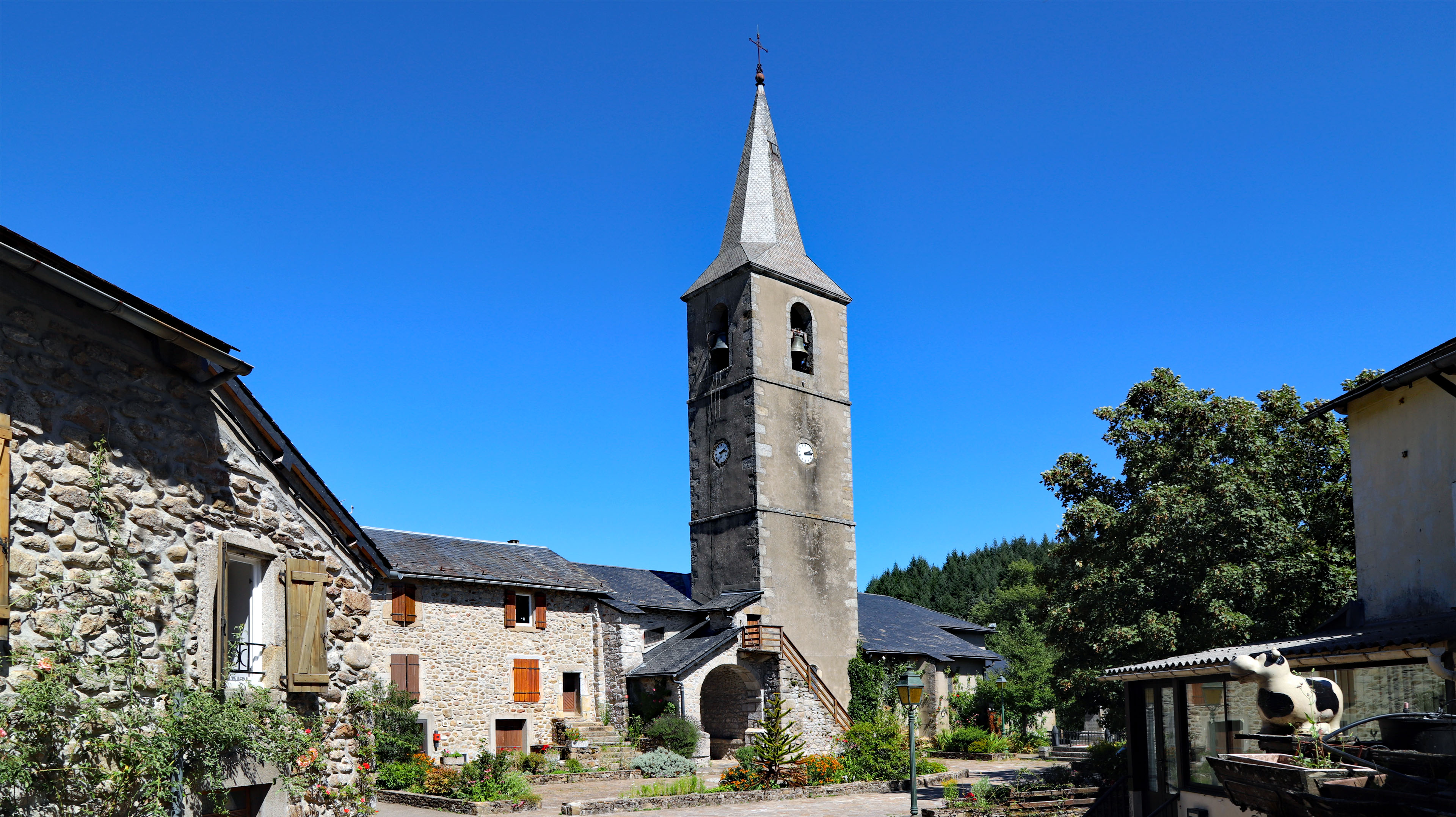
Église de la Nativité-de-Saint-Jean-Baptiste de Fraisse-sur-Agout

- Église de la Nativité-de-Saint-Jean-Baptiste à Fraisse-sur-Agout[46] ;
- Église de la Nativité-de-Notre-Dame de Lignières-Hautes ;
- Site inscrit du Prat Alaric, ferme couverte par un toit de genêts, suivant la méthode traditionnelle ;
- Site inscrit du lac du Saut de Vésoles ;
- Four de mazade du Cambaïssy ;

- Gravures rupestres de la Serre du Cambaïssy ;
- Château de Les Sierres, PC du Maquis la Tourette, résistance 1939-1945 ;
- Col de Fontfroide (972 m).
- Monument aux morts construit en hommage aux soldats tués durant la Première Guerre mondiale